# Kulturetage

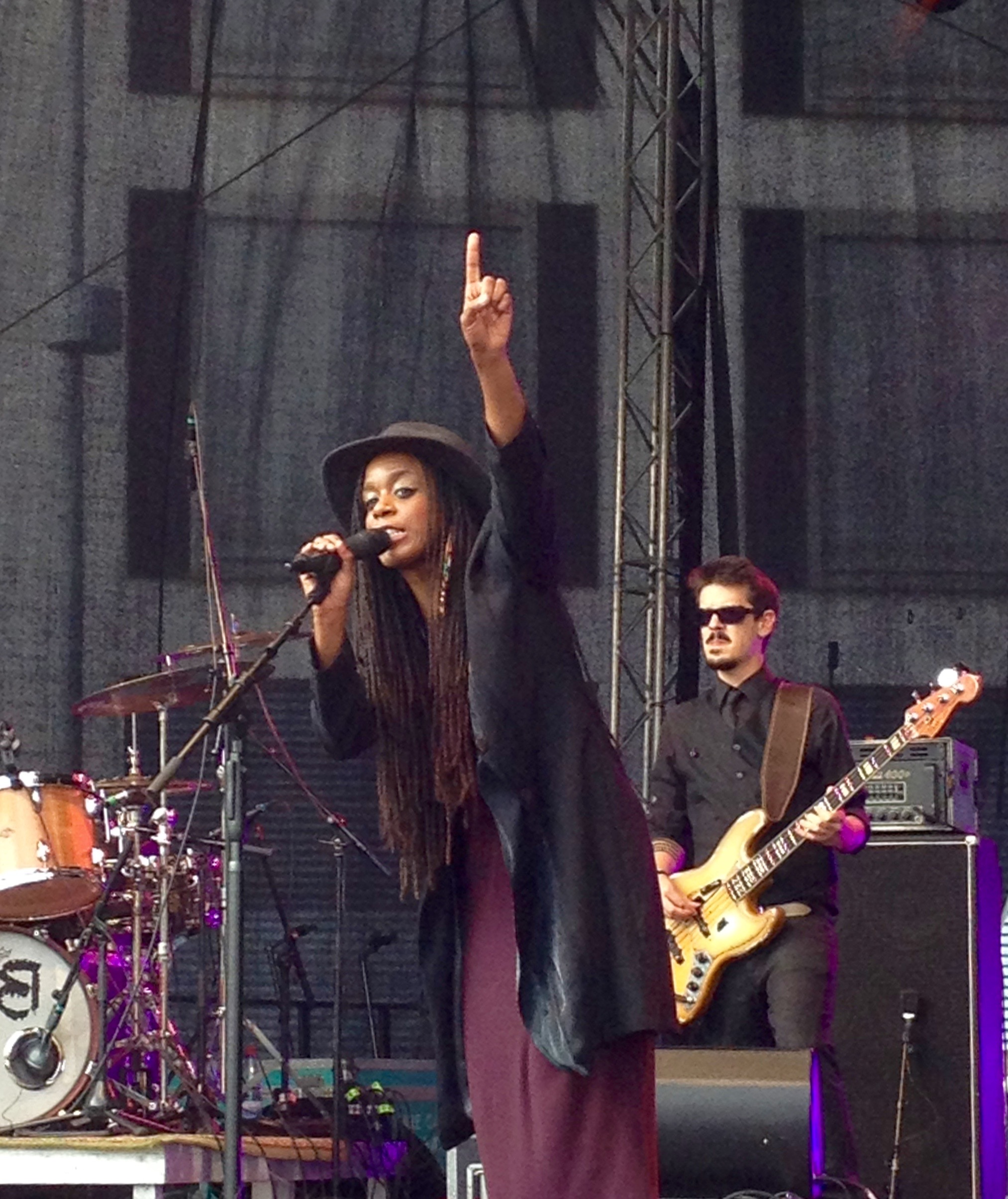
Akua Naru beim Oldenburger Kultursommer im Juli 2015

Die Kulturetage gGmbH ist ein 1986 unter dem Namen Kultur- und Kommunikationszentrum Farbmühle gegründetes, von der Stadt Oldenburg (Oldb) unterstütztes Kulturzentrum. 
Mit jährlich über 50.000 Besuchern ist die Kulturetage eine der größten Kultureinrichtungen in der Stadt Oldenburg. Sie richtet jährlich den seit 1978 bestehenden Oldenburger Kultursommer aus, mit über 80 Veranstaltungen für ca. 80.000 Besucher.
In der Halle mit bis knapp 500 Sitz- oder bis zu 1000 Stehplätzen, im „theater k“ mit ca. 150 und im „Cine k“ mit 50 Plätzen werden das ganze Jahr über Veranstaltungen angeboten, u. a. Theateraufführungen (regelmäßig auch eigene „k-Produktionen“), Konzerte, Lesungen, Kabarett, Filme und Podiumsdiskussionen.
Neben dem Oldenburger Kultursommer wiederholen sich weitere Projekte im jährlichen Rhythmus, z. B.
- die Oldenburger Kabarett-Tage
- das „Voices-Festival“ und die Reihe „Stars“
- das Theaterfestival sonderpädagogischer Einrichtungen „Is’ doch normal, ey!“
- eigene Theaterproduktionen

## Live-Mitschnitte (Auswahl)
Folgende Live-Mitschnitte wurden auf Tonträgern veröffentlicht:
- 1995: Herr Holm – … dienstlich. … von und mit Dirk Bielefeldt. (Live-Mitschnitt)
- 2000: Teile von Max Goldt – Die Aschenbechergymnastik (Heyne Hörbuch / EFA Medien)
- 2013: Teile von Sophie Hunger – The Rules of Fire (Two Gentlemen Records)